# Władysław Edward Piekarski
Władysław Edward Piekarski (ur. 3 marca 1948 w Częstochowie , zm. 1 lipca 2018 ) – polski literat, wydawca i animator kultury, związany z Częstochową.

## Życiorys
Z wykształcenia był technikiem-mechanikiem, w latach 1969–1970 studiował na Politechnice Częstochowskiej. Pracował w Hucie im. Bolesława Bieruta w Częstochowie, gdzie zaangażował się m.in. w działalność związkową. Był założycielem Związku Zawodowego Pracowników Huty im. Bolesława Bieruta oraz Federacji Hutniczych Związków Zawodowych. Prowadził aktywną działalność na rzecz animacji kultury – należał do Robotniczych Stowarzyszeń Twórców Kultury w Polsce, w ramach których pełnił funkcję przewodniczącego RTSK Województwa częstochowskiego w latach 1988-1993 oraz współzałożycielem i wiceprzewodniczącym Rady Krajowej RTSK.
W latach 90. XX wieku był m.in. redaktorem naczelnym Oficyny Galeria oraz periodyków “Galeria” i „Mini Galeria” (1991-1992) oraz prezydentem FC Stowarzyszenia Międzynarodowi Twórcy Kultury (1991-1996). W latach 1988–1996 był organizatorem licznych imprez plenerowych, konkursów (Ogólnopolski Konkurs Literacki „O laur Hutników”, Ogólnopolski Konkurs Poetycki im. Haliny Poświatowskiej) oraz konfrontacji artystycznych. Następnie pracował w wydawnictwie “Dom Książki” w Częstochowie (2001-2003), gdzie był pomysłodawcą serii wydawniczych serii wydawniczych „Częstochowska Biblioteczka Poetów i Prozaików” oraz „Częstochowska Biblioteczka Jednego Arkusza”. W 2007 roku był inicjatorem i współzałożycielem częstochowskiego Literackiego Towarzystwa Wzajemnej Adoracji „Li-TWA”, którym następnie kierował jako prezes w latach 2008-2013. W ramach „Li-TWY” wydawał Częstochowskie Zeszyty Biobibliograficznych LTWA „Li-TWA” oraz „częstochowski magazyn literacki GALERIA”.
W 1965 roku debiutował jako dziennikarz w „Sztandarze Młodych”, natomiast dwa lata później jako poeta na łamach „Almanachu Młodych Twórców”. Publikował w częstochowskich oraz krakowskich czasopismach. W 1988 roku wydał debiutancki tomik „Zamyślenia”. Był autorem kilkunastu tomików wierszy oraz arkuszy poetyckich. W 2006 wydał „Słownik biobiliograficzny twórców literatury związanych z ziemią częstochowską (wraz z okolicą)” (wraz ze Zbigniewem Stańczykiem), natomiast w 2010 roku – powieść „Rozmowy w pociągu do Atocha”. Od 1990 roku należał do Związku Literatów Polskich.

## Nagrody i odznaczenia
W 1985 roku został odznaczony Brązowym Krzyżem Zasługi, zaś w 2013 roku – odznaką honorową „Zasłużony dla Kultury Polskiej”. Ponadto otrzymał srebrne i złote odznaczenie „Zasłużony dla Województwa Częstochowskiego” (1985 i 1986), Złotą Odznakę Zasłużony dla Związku Zawodowego Huty „Częstochowa” (1985), tytuł Zasłużonego Działacza Federacji Hutniczych Związków Zawodowych (1986), Nagrodę specjalną Ministra Kultury i Dziedzictwa Narodowego (2011), był również stypendystą Ministra Kultury i Dziedzictwa Narodowego (2010).